# Els Esmolets
Els Esmolets és una associació cultural de joves de Sort va néixer l'1 d'agost del 2014 durant els actes de la festa major del poble. Aquest col·lectiu sorgeix de la reflexió d'un grup de joves sobre la dinàmica de pèrdua de la cultura popular del poble de Sort i la comarca del Pallars Sobirà. El 2015 van dur a terme una campanya per recuperar el ball de la Passa i van impulsar la recuperació de la Colla Gegantera de Sort.
L'entitat compta amb un Esbart Dansaire fa ballades a les festes majors i fires de la comarca del Pallars Sobirà com la fira de tardor de Sort. Els balls que exhibeix i que també en promou l'aprenentatge i la difusió són: els rigodons de Sort, la bolangera del Pallars, el ball francès d'Enviny, el Rotlletó d'Altron i la passa de Carnaval. El 2019 van iniciar una campanya per renovar el vesturari ja que van explicar que tenien els vestits elaborats per padrines en l'inici de l'entitat i volien iniciar un procés d'estudi i confecció.